# Karnemelkputten
Het natuurreservaat de Karnemelkputten is gelegen te Meerdonk aan de rand van het Saleghem Krekengebied. Het is samengesteld uit golvende natte weilanden en ondiepe plassen. Het gebied is gelegen naast het Reigersbosje. De reigers en vele andere vogels gebruiken het gebied gretig als foerageerplaats.
De Karnemelkputten zijn net als het Reigersbosje en de andere natuurgebieden van het Saleghem Krekengebied in beheer bij de vrijwilligers van Natuurpunt Waasland Noord.
Zij zijn bijzonder waakzaam ten aanzien van betreding van dit gebied omdat in het jachtseizoen malafide jagers niet de verleiding kunnen weerstaan om in dit erg afgelegen gebied de foeragerende dieren te bejagen, hoewel dit strikt verboden is zoals aangegeven door de infoborden.